# Wiesław Maras
Wiesław Maras (ur. 28 stycznia 1950 we Wrocławiu) – polski polityk, inżynier i samorządowiec, w latach 2000–2002 prezydent Częstochowy.

## Życiorys
Z wykształcenia inżynier mechanik, ukończył studia na Wydziale Budowy Maszyn Politechniki Częstochowskiej. Od 1969 do 2000 był zatrudniony w Polskich Kolejach Państwowych.
W 2000, po rezygnacji Ewy Janik, rada miasta powołała go na urząd prezydenta Częstochowy. W bezpośrednich wyborach samorządowych dwa lata później Sojusz Lewicy Demokratycznej wskazał jako swojego kandydata Zdzisława Wolskiego. Wiesław Maras uzyskał natomiast z ramienia SLD mandat radnego sejmiku śląskiego, po czym został powołany w skład zarządu województwa. Odpowiadał za komunikację i transport, ochronę środowiska i inwestycje. Stanowisko to zajmował przez pełną czteroletnią kadencję.
W 2006 został radnym sejmiku III kadencji. Powrócił też do pracy w branży kolejowej jako główny inżynier jednego z zakładów Przewozów Regionalnych. Objął funkcję prezesa Stowarzyszenia Promocji Zdrowia Kolejarzy w Częstochowie. W 2010 uzyskał reelekcję w wyborach wojewódzkich. W 2014 nie kandydował w kolejnych wyborach. W 2015 został powołany w skład rady nadzorczej Przedsiębiorstwa Komunalnego w Koniecpolu.